# كلينتون بابيت
كلينتون بابيت هو سياسي أمريكي، ولد في 16 نوفمبر 1831 في Westmoreland, New Hampshire ‏ في الولايات المتحدة، وتوفي في 11 مارس 1907 في بلويت في الولايات المتحدة. نشط حزبياً في الحزب الديمقراطي. وقد انتخب عضو مجلس النواب الأمريكي ‏.